# Transkutane elektrische Nervenstimulation

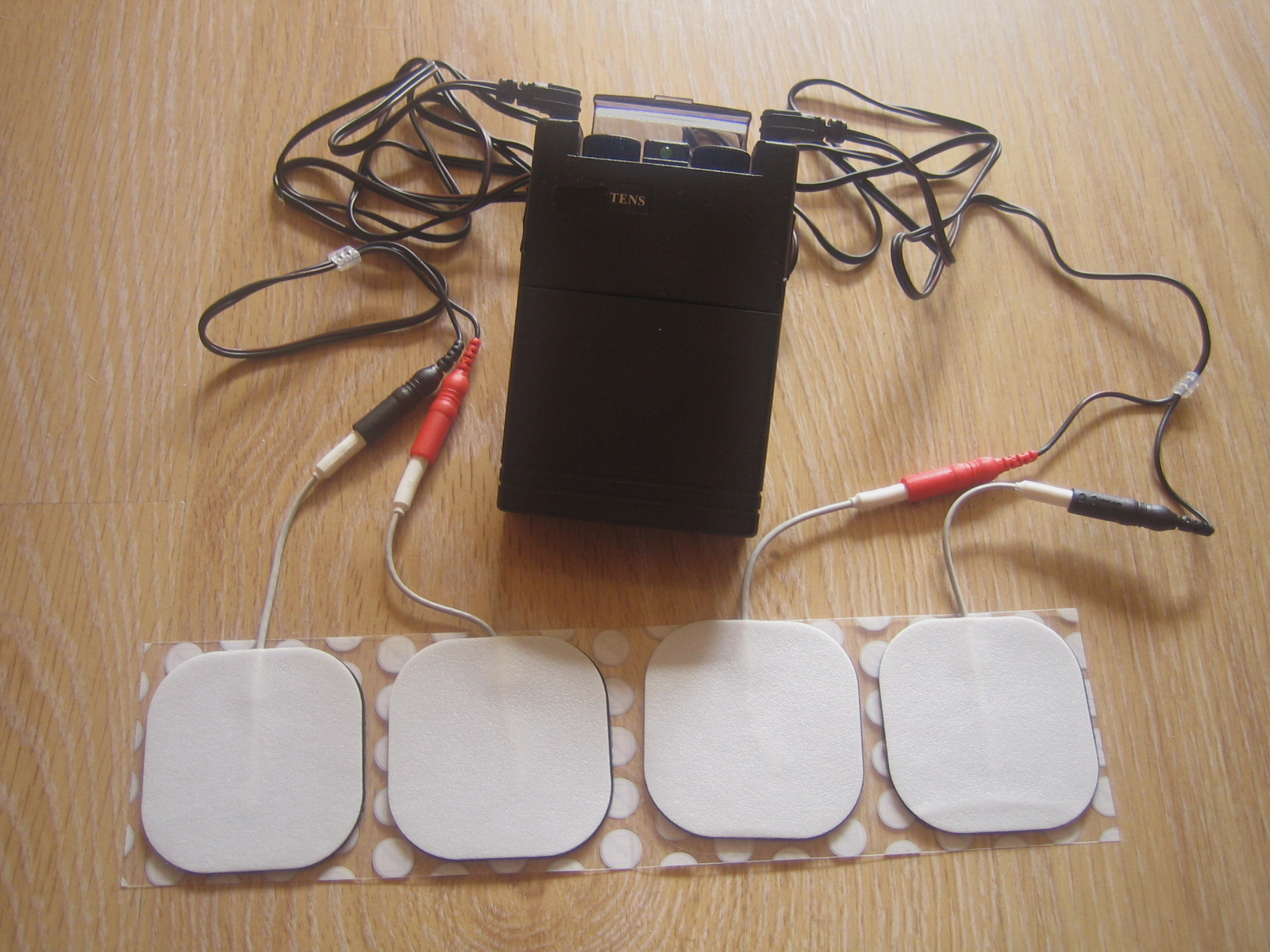
TENS-Gerät mit Elektroden

Die transkutane elektrische Nervenstimulation (TENS; englisch transcutaneous electrical nerve stimulation) ist eine elektromedizinische Reizstromtherapie mit mono- oder (meist) biphasischen Rechteckimpulsen (Wechselstrom) niedriger Frequenz, 2–4 Hz (Low), oder hoher Frequenz, 80–100 Hz (High), die vor allem zur Behandlung von Schmerzen (Analgesie) und zur Muskelstimulation (dann auch Funktionelle Elektrostimulation = FES genannt) eingesetzt wird. Die Stromformen können sowohl als konstante Impulsfolge von Rechtecknadelimpulsen, oder aber als unterbrochene Impulsfolgen, den Burst Tens sein. Die TENS-Methode wurde in den 1970er Jahren entwickelt. Experimente mit Neurostimulation wurden zwar schon länger durchgeführt, eine rationale Anwendung setzte aber erst mit der Gate-Control-Theory der Schmerzen ein (Patrick David Wall/Bill Sweet, C. Norman Shealy u. a.).

## Wirkungsweise
Über Elektroden werden die elektrischen Impulse auf die Hautoberfläche übertragen. Gewöhnlich werden Frequenzen zwischen 1 und 100 Hz verwendet. Die Elektroden werden dabei in der Nähe der schmerzenden Stellen platziert. Der Reiz selbst ist nicht schmerzhaft. Allenfalls ist ein Kribbeln auf der Haut zu spüren. Bei Reizung mit „high“ wird direkt über dem schmerzhaften Gebiet oder dem Nerv, der dieses Hautgebiet versorgt, (Dermatom) gereizt. Die Reizung mit „low“ ist zu wählen, wenn die Nachwirkung von „high“ nicht lange genug ist.
Ziel dieser Therapie ist es, sogenannte afferente Nervenbahnen (Reizbahnen des Zentralen Nervensystems von der Peripherie zum Gehirn, also der Schmerzleitung dienende, sensible Nervenbahnen) so zu beeinflussen, dass die Schmerzweiterleitung zum Gehirn verringert oder verhindert wird. Die Schmerzschwelle soll durch die TENS heraufgesetzt werden. Dabei geht man entsprechend der Gate-Control-Hypothese davon aus, dass zum einen körpereigene Hemmmechanismen für die Schmerzfasern im Rückenmark aktiviert werden, indem afferente, rasch leitende A-delta-Fasern gereizt werden. Zum anderen sollen absteigende hemmende Nervenbahnen angeregt und die Endorphinfreisetzung gesteigert werden. Eine Sonderform ist die frequenzmodulierte elektromagnetische Nervenstimulation (FREMS).
In Deutschland ist die TENS-Therapie bei einigen Schmerzformen eine anerkannte Kassenleistung. Die Kosten für die Miete eines Therapiegeräts und in Einzelfällen auch für die Anschaffung werden von der Krankenkasse erstattet.

## Wirksamkeit
Die Wirksamkeit von TENS wird kontrovers diskutiert. Es gibt sowohl Studien, die eine Wirksamkeit gegenüber einer Placebobehandlung belegen, als auch Studien, die keinen Vorteil für TENS zeigen konnten. Zu einer abschließenden Beurteilung der Wirksamkeit liegen keine ausreichenden Daten aus Studien vor.
Eine Arbeitsgruppe der American Academy of Neurology (AAN) unter Federführung von R. Dubinsky wollte wissen, ob TENS in der Behandlung von Schmerzen bei neurologischen Erkrankungen wirksam ist, und führte dazu eine Metaanalyse durch. Dafür wurden bis zum April 2009 insgesamt elf Studien ermittelt, die die Einschlusskriterien erfüllten, d. h. die TENS im Vergleich entweder zu einem Placebo oder zu einer anderen Therapie untersucht und mindestens zehn Patienten umfasst haben. Zu Rückenschmerzen gab es zwei Studien der Klasse II, die einen mäßigen Nutzen zu belegen schienen. Zwei Klasse-I-Studien hingegen, die mit einer Trennschärfe („Power“) ausgestattet waren, um eine 20-prozentige Differenz in der Zahl der Patienten mit einem Nutzen von der Behandlung zu detektieren, sowie eine weitere Klasse-II-Studie konnten keinen positiven Effekt nachweisen. Da Klasse-I-Studien die stärkere Evidenz generieren, müsse TENS damit als ineffektiv zur Behandlung von Rückenschmerzen eingestuft werden, so die Autoren.
Zur Behandlung leichter distaler Polyneuropathieschmerzen bei Diabetikern liegen zwei Klasse-II-Studien vor, die TENS mit einer Schein-TENS verglichen, sowie eine Klasse-III-Studie, in der eine hochfrequente Muskelstimulation gegen TENS getestet worden war. Gegenüber Placebo wurde in den beiden Klasse-II-Studien für die echte TENS eine mäßige Reduktion der Schmerzintensität auf einer visuellen Analogskala festgestellt, während in der Klasse-III-Studie ein größerer Anteil der Behandelten unter der Muskelstimulation einen Nutzen zu verspüren meinte. Die Autoren folgern, dass TENS in der Behandlung der schmerzhaften diabetischen Neuropathie möglicherweise eine gewisse Wirksamkeit zeigt. Allerdings gibt es für diese Symptomatik eine ganze Reihe weiterer Therapieansätze, von denen keiner bisher direkt mit TENS verglichen worden ist. 
Für eine so häufig angewendete Therapie wie TENS bei Schmerzsyndromen ist die Evidenz für eine Wirksamkeit sehr mager, lautet die Schlussfolgerung der Neurologen. Sie können die Methode auf der Basis von Level-A-Evidenz nicht zur Anwendung bei Rückenschmerzen empfehlen. Für den Einsatz bei Patienten mit diabetischen Schmerzen kann TENS zwar in Erwägung gezogen werden, allerdings sei die Qualität der Evidenz hierfür nicht sehr hochwertig.
Darüber hinaus findet die TENS, ohne bisherigen wissenschaftlichen Beleg, Anwendung bei der Behandlung des CRPS Typ II.

## Indikationen
Chronische (neuropathische) Schmerzsyndrome, die kausal nicht zu beeinflussen sind, z. B. chronische Kopfschmerzsyndrome, Radikulärsyndrome, Pseudoradikulärsyndrome, Arthralgien, Neuralgien, Stumpfschmerzen, CRPS Typ II und postoperative Schmerzsyndrome.

## Kontraindikationen
Bei Schrittmacherträgern, psychogenen Syndromen, zentralen Syndromen (Thalamussyndrome) oder anästhesierenden Gebieten ist die Anwendung nicht geeignet.

## Sonstige Anwendungsfelder
TENS-Geräte werden u. a. im BDSM-Bereich im Rahmen der erotischen Elektrostimulation eingesetzt.

## Sicherheit
Die Klebeelektroden dürfen nicht auf Hautentzündungen sowie auf offenen Wunden und frischen Narben aufgeklebt werden. Außerdem auch nicht auf Augen und Mund, auf den vorderen Hals, die Herzgegend, Genitalien, Schläfen und Finger.
Außerdem sollte darauf geachtet werden, dass Patienten mit Epilepsie auf die Behandlung verzichten. Ebenfalls sollte von einer Benutzung abgesehen werden, wenn ein Herzschrittmacher getragen wird oder eine Schwangerschaft besteht. Auch bei entzündeten Gelenken und Organen sollte auf diese Art der Therapie verzichtet werden. Bei Krebserkrankungen ist eine sichere Anwendung nicht erwiesen.